# Джуса Кирдійович
Джу́са Кирді́йович (др. пол. XIV ст. — поч. XV ст.) — руський боярин, зем'янин Волинської землі у Великому Князівстві Литовському з роду Кирдійовичів, гербу Кирдій. Протопласт гілки Джусичів. Родове гніздо Квасилів.

## Життєпис
Один із синів боярина Кирдія і є протопластом роду Кирдіїв (Кирдійовичів). Діяльність Джуси Кирдійовича припадає на другу половину XIV ст. — початок XV ст. Відомий через патронім своїх синів Єсифа, Андрія, Ванька, та Юрія Джусичів. Існує також гіпотеза, що його християнське ім'я було Олександр. Володів землями в районі сучасного міста Рівне (басейн річки Устя), які простягалися до тодішнього кордону Луцького та Крем'янецького повітів (маєток Ляхово). Родовим гніздом Джуси Кирдійовича вочевидь було село Квасилів. На це, зокрема, може вказувати лист холмського каштеляна та одного з його синів Ванька Кирдійовича до князя Семена Збаразького (також Колоденського), де він називає себе сином Джуси з Квасилова і саме з цього села починає перелік поселень, які йому продає в 1470 році за 1 000 коп грошів широких: Квасилів, Корнино, Колодне, Бережани, Басоє, Став, Славне, Растов, Ляхово, Почапи й Новогородичі.
Найстаршим сином Джуси Кирдійовича, вочевидь, був Єсиф Джуса (також Чус, Чуса, Чуска, Жуса, Жусич, Чжуса, Чжусич, Дчуса, Дчусич, Джусич). Його згадують у грамоті князя Свидригайла Ольгердовича від 4 травня 1434 року, якою отримав маєтність Басово з усіма прилеглими селами в сумі 300 коп грошів широких. Інший із синів Джуси Кирдійовича — Андрій Джусич — започаткував нову гілку Джусів-Ляхівських, від назви маєтку Ляхово на кордоні Луцького та Крем'янецького повітів.